# Högby socken, Östergötland
Högby socken i Östergötland ingick i Göstrings härad och den uppgick 1952 i Mjölby stad. Området ingår sedan 1971 i Mjölby kommun och motsvarar från 2016 Högby distrikt.
Socknens areal är 33,23 kvadratkilometer, varav 33,06 land. År 2000 fanns här 1 892 invånare. En del av tätorten Mjölby samt kyrkbyn Högby med sockenkyrkan Högby kyrka ligger i socknen. 

## Administrativ historik
Högby socken har medeltida ursprung.
Vid kommunreformen 1862 övergick socknens ansvar för de kyrkliga frågorna till Högby församling och för de borgerliga frågorna till Högby landskommun.  Högby införlivade Västra Skrukeby socken år 1890. Landskommunen inkorporerades 1952 i Mjölby stad och ingår sedan 1971 i Mjölby kommun.  Församlingen uppgick 2006 i Mjölby församling.
1 januari 2016 inrättades distriktet Högby, med samma omfattning som församlingen hade 1999/2000.  
Socknen har tillhört samma fögderier och domsagor som Göstrings härad.  De indelta soldaterna tillhörde  Första livgrenadjärregementet, Motala kompani och Andra livgrenadjärregementet, Skenninge kompani.

## Geografi
Högby socken ligger strax väst och nordväst om Mjölby och består av uppodlad slättbygd med rullstensplatån Kungshögarna i öster.

## Fornlämningar

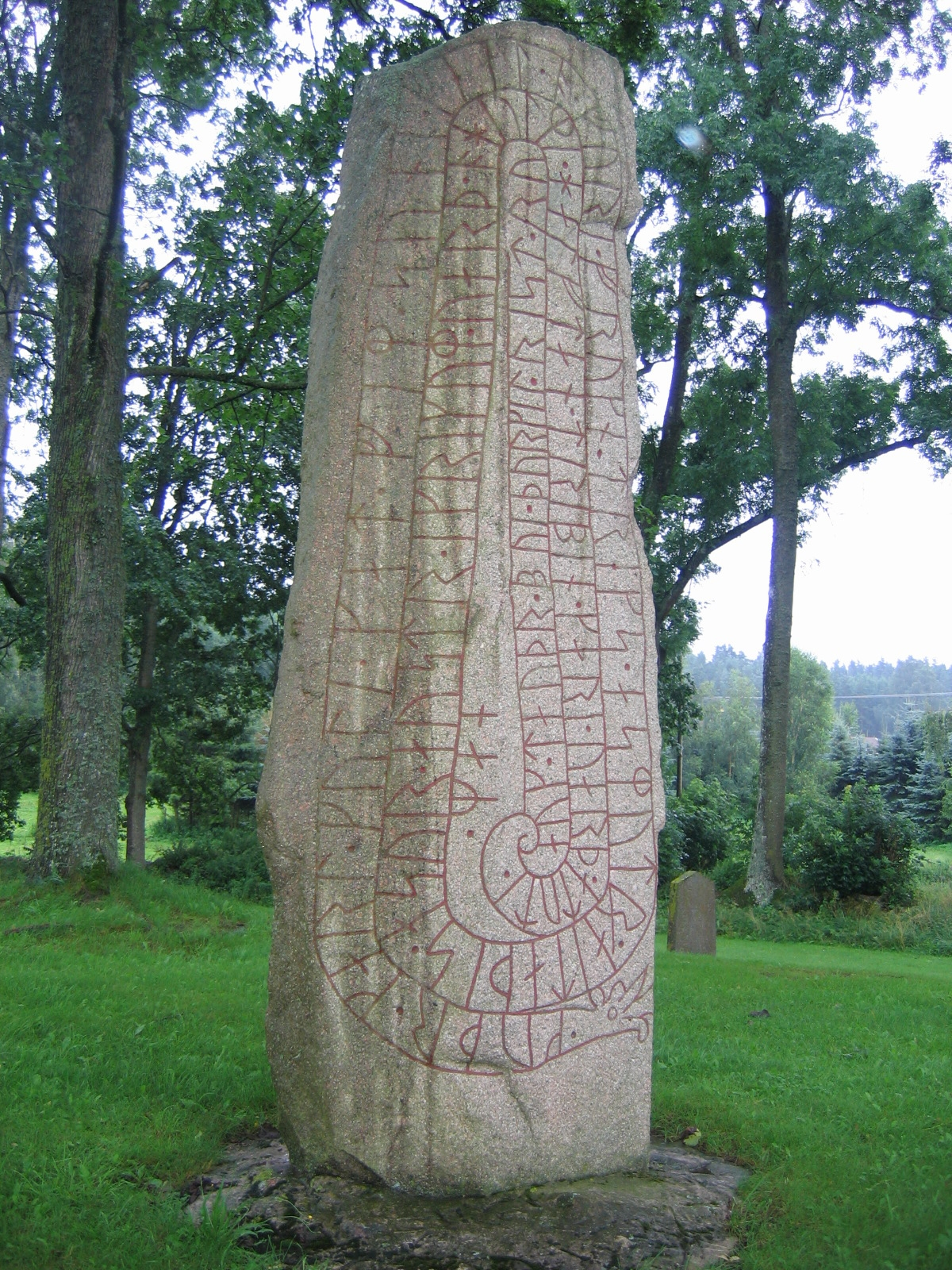
Högbystenen

Kända från socknen är gravhögar med stensättningar från bronsåldern eller äldre järnåldern samt från järnåldern gravfältet Kungshögarna. Ett tiotal runristningar är kända, bland dem den välkända Högbystenen.

## Namnet
Namnet (1000-talet med runor hugbu) kommer från kyrkbyn och är tidigast känt ifrån en runsten. Förleden är hög, 'gravhög' Efterleden är by, 'gård;by'.

## Befolkningsutveckling
| Befolkningsutvecklingen i Högby socken, Östergötland 1750–1990                                           | Befolkningsutvecklingen i Högby socken, Östergötland 1750–1990 | Befolkningsutvecklingen i Högby socken, Östergötland 1750–1990 | Befolkningsutvecklingen i Högby socken, Östergötland 1750–1990 | Befolkningsutvecklingen i Högby socken, Östergötland 1750–1990 |
| --- | -------------------------------------------------------------- | -------------------------------------------------------------- | -------------------------------------------------------------- | -------------------------------------------------------------- |
| |                                                                |                                                                |                                                                |                                                                |
| År |                                                                |                                                                | Folkmängd                                                      |                                                                |
| 1750 | 1750                                                           |                                                                | 369                                                            |                                                                |
| 1760 | 1760                                                           |                                                                | 352                                                            |                                                                |
| 1772 | 1772                                                           |                                                                | 456                                                            |                                                                |
| 1780 | 1780                                                           |                                                                | 437                                                            |                                                                |
| 1790 | 1790                                                           |                                                                | 422                                                            |                                                                |
| 1800 | 1800                                                           |                                                                | 493                                                            |                                                                |
| 1810 | 1810                                                           |                                                                | 879                                                            |                                                                |
| 1820 | 1820                                                           |                                                                | 937                                                            |                                                                |
| 1830 | 1830                                                           |                                                                | 1 087                                                          |                                                                |
| 1840 | 1840                                                           |                                                                | 1 182                                                          |                                                                |
| 1850 | 1850                                                           |                                                                | 1 244                                                          |                                                                |
| 1860 | 1860                                                           |                                                                | 1 233                                                          |                                                                |
| 1870 | 1870                                                           |                                                                | 1 204                                                          |                                                                |
| 1880 | 1880                                                           |                                                                | 1 133                                                          |                                                                |
| 1890 | 1890                                                           |                                                                | 1 143                                                          |                                                                |
| 1900 | 1900                                                           |                                                                | 1 074                                                          |                                                                |
| 1910 | 1910                                                           |                                                                | 1 002                                                          |                                                                |
| 1920 | 1920                                                           |                                                                | 1 049                                                          |                                                                |
| 1930 | 1930                                                           |                                                                | 1 081                                                          |                                                                |
| 1940 | 1940                                                           |                                                                | 1 037                                                          |                                                                |
| 1950 | 1950                                                           |                                                                | 955                                                            |                                                                |
| 1960 | 1960                                                           |                                                                | 795                                                            |                                                                |
| 1970 | 1970                                                           |                                                                | 1 366                                                          |                                                                |
| 1980 | 1980                                                           |                                                                | 2 057                                                          |                                                                |
| 1990 | 1990                                                           |                                                                | 1 930                                                          |                                                                |
| Anm: Källor: Umeå universitet - Tabellverket 1749-1859, Demografiska databasen, CEDAR, Umeå universitet. |                                                                |                                                                |                                                                |                                                                |

### Fotnoter
1. 1 2  Svensk Uppslagsbok andra upplagan 1947–1955: Högby socken
2. 1 2  Harlén, Hans; Harlén Eivy (2003). Sverige från A till Ö: geografisk-historisk uppslagsbok. Stockholm: Kommentus. Libris 9337075. ISBN 91-7345-139-8
3. ↑  ”Församlingar”. Statistiska centralbyrån. https://www.scb.se/hitta-statistik/regional-statistik-och-kartor/regionala-indelningar/forsamlingar/. Läst 30 december 2022.
4. ↑  Administrativ historik för Högby socken (Klicka på församlingsposten). Källa: Nationella arkivdatabasen, Riksarkivet.
5. 1 2  Sjögren, Otto (1931). Sverige geografisk beskrivning del 2 Östergötlands, Jönköpings, Kronobergs, Kalmar och Gotlands län. Stockholm: Wahlström & Widstrand. Libris 9939
6. 1 2  Nationalencyklopedin
7. ↑  Fornlämningar, Statens historiska museum: Högby socken, Östergötland
8. ↑  Fornminnesregistret, Riksantikvarieämbetet: Högby socken, Östergötland Fornminnen i socknen erhålls på kartan genom att skriva in sockennamn (utan "socken") i "Ange geografiskt område"
9. ↑  Mats Wahlberg, red (2003). Svenskt ortnamnslexikon. Uppsala: Institutet för språk och folkminnen. Libris 8998039. ISBN 91-7229-020-X. https://isof.diva-portal.org/smash/get/diva2:1175717/FULLTEXT02.pdf